# ترانه یکسان باقی می‌ماند (آلبوم)
«ترانه یک‌سان باقی می‌ماند» (به انگلیسی: The Song Remains the Same) آلبومی از لد زپلین است که در ۲۲ اکتبر ۱۹۷۶ (original) منتشر شد.